# Jerusalem Slim (album)
Jerusalem Slim è il primo album dei Jerusalem Slim, uscito nel 1992 per l'Etichetta discografica Polygram Records.

## Tracce
1. Rock'N'Roll Degeneration (Monroe, Stevens, Wilder)
2. Dead Man (Monroe, Briley)
3. Attitude Adjustment (Monroe, Stevens, Wilder)
4. Hundred Proof Love (Monroe, Stevens, Wilder, Vallance)
5. Criminal Instict (Monroe, Stevens, Wilder)
6. Lethal Underground (Monroe, Stevens, Wilder)
7. Teenage Nervous Breakdown (George) (Little Feat Cover)
8. Gotta Get A Hold (Monroe, Briley)
9. The World Is Watching (Monroe, Stevens, Wilder, Briley)

### Tracce bonus
- 10. Rock'N'Roll Degeneration [Demo] (Monroe, Stevens, Wilder)
- 11. Teenage Nervous Breakdown [Demo] (George) (Little Feat Cover)
- 12. Scum Lives On (Monroe, Wilder, Van Zandt)

## Formazione
- Michael Monroe - voce, sassofono, armonica, chitarra nelle tracce 1 & 10, piano nella traccia 11
- Sami Yaffa - basso nelle tracce 3, 7, 8, 10, 11
- Steve Stevens - chitarra e basso
- Greg Ellis - batteria (tranne nel tracce 9, 10, 11)

### Altre partecipazioni
- Ian McLagen - piano nella traccia 7